# Polina Gagarina
Polina Sergejevna Gagarina (Russisch: Полина Сергеевна Гагарина) (Saratov, 27 maart 1987) is een Russisch zangeres.

## Overzicht
Hoewel Gagarina geboren werd in Rusland, bracht ze het grootste deel van haar jeugd door in Griekenland, waar haar moeder optrad als balletdanseres. In 1993 stierf Gagarina's vader, waarna haar moeder besloot met haar gezin terug te keren naar Rusland. Echter, niet veel later trok ze terug naar Griekenland, waar ze bleef tot het einde van de middelbare school. Vervolgens keerde ze terug naar Rusland, waar ze introk bij haar grootmoeder in Saratov.
In 2003 nam Gagarina deel aan het tweede seizoen van Fabrika Zvjozd, een Russische zangwedstrijd. Ze won de competitie, hetgeen de start betekende van haar muzikale carrière. In 2005 nam Gagarina deel aan het liedjesfestival New Wave in Letland. Hier werd ze derde. Haar eerste album werd uitgebracht in 2007, gevolgd door een tweede in 2010. In maart 2015 werd bekendgemaakt dat Gagarina Rusland zou gaan vertegenwoordigen op het Eurovisiesongfestival 2015, dat werd gehouden in de Oostenrijkse hoofdstad Wenen. Daar wist ze op 19 mei de finale te halen met A Million Voices, waardoor ze op 23 mei 2015 is uitgekomen in de finale. Daar werd ze uiteindelijk 2de, na de Zweedse Måns Zelmerlöw, die met het lied Heroes, het Eurovisiesongfestival won.
In 2015 en 2016 was Gagarina een van de coaches van Golos, de Russische versie van The Voice.

## Discografie

### Albums
- 2007: Poprosi oe oblakov
- 2010: O sebe
- 2016: 9
- 2022: Vdoch

### Singles
| Single met eventuele hitnotering(en) in de Nederlandse Top 40 | Datum van verschijnen | Datum van binnenkomst | Hoogste positie | Aantal weken | Opmerkingen                                                        |
| ------------------------------------------------------------- | --------------------- | --------------------- | --------------- | ------------ | ------------------------------------------------------------------ |
| A million voices                                              | 2015                  | -                     |                 |              | Inzending Eurovisiesongfestival 2015 / Nr. 99 in de Single Top 100 |

| Single met hitnotering(en) in de Vlaamse Ultratop 50 | Datum van verschijnen | Datum van binnenkomst | Hoogste positie | Aantal weken | Opmerkingen                          |
| ---------------------------------------------------- | --------------------- | --------------------- | --------------- | ------------ | ------------------------------------ |
| A million voices                                     | 2015                  | 30-05-2014            | 22              | 2            | Inzending Eurovisiesongfestival 2015 |

1994: Joeddiph · 
1995: Filipp Kirkorov · 
1997: Alla Poegatsjova · 
2000: Alsou · 
2001: Moemi Troll · 
2002: Premjer Ministr · 
2003: t.A.T.u. · 
2004: Joelia Savitsjeva · 
2005: Natalja Podolskaja · 
2006: Dima Bilan · 
2007: Serebro · 
2008: Dima Bilan · 
2009: Anastasija Prychodko · 
2010: Pjotr Nalitsj · 
2011: Aleksej Vorobjov · 
2012: Boeranovskije Baboesjki · 
2013: Dina Garipova · 
2014: The Tolmachevy Twins · 
2015: Polina Gagarina · 
2016: Sergej Lazarev · 
2018: Joelia Samojlova · 
2019: Sergej Lazarev · 
2021: Manizja